# Мюлхайм (Тургау)
Вижте пояснителната страница за други значения на Мюлхайм.
Мюлхайм (на немски: Müllheim TG) е комуна в кантон Тургау в Швейцария с 2930 жители (към 31 декември 2016).
Намира се на 19 km североизточно от Констанц.